# هوارد بارتون
هوارد بارتون (بالإنجليزية: Howard Barton)‏ (10 يوليو 1836 في المملكة المتحدة - 11 أكتوبر 1922 في المملكة المتحدة) هو لاعب كريكت بريطاني (وحمل سابقاً جنسية المملكة المتحدة لبريطانيا العظمى وأيرلندا). لعب مع نادي مقاطعة ساسكس للكركيت ‏.

## وصلات خارجية
- هوارد بارتون على موقع إي آس بي آن كريك إنفو (الإنجليزية)